# FLS (アイドルグループ)
FLS （フィアレス）とは、2017年10月5日にデビューした日本の男性ダンス&ボーカルグループ。かつての名称はFEARLESS。

## メンバー
kanju（かんじゅ）
- 1994年8月20日生まれ、獅子座、血液型不明
- リーダー

TAIGA（たいが）
- 1994年9月6日生まれ 、乙女座、A型

HAYATO（はやと）
- 1996年11月18日生まれ、蠍座、O型

KAZUYA（かずや）
- 1996年11月1日生まれ、蠍座、A型

SUMIYA（すみや）
- 1997年2月2日生まれ、水瓶座、O型

RAiKI（らぃき）
- 1999年2月11日生まれ 、水瓶座、AB型

HARUKI（はるき）
- 1998年12月24日生まれ 、山羊座、B型

## 概要
2016年4月、所属事務所であるMovingFactoryの練習生としてKANJU、TAIGA、HAYATO、SHIONの4人で前身ユニットとなるMFboyZteamBとして始動。
2017年5月13日に新メンバーHALを迎え5人グループに。10月5日デビューチャレンジを成功させ、MFboyZteamB改めFEARLESSとして本格的に活動を始める。
2018年4月11日、HALが公式ブログにて脱退発表。後に2019年5月5日にSHIONが脱退する。
2020年2月26日、新メンバーとしてRAiKI、SUMIYA、KAZUYAが加入し6人グループとなる。9月、FEARLESSが所属していた事務所脱退につき、グループ名をFLSに変更し再始動。
2022年1月4日、新メンバーとしてHARUKIが加入し7人グループとなる。
2023年11月18日、HAYATOが卒業し、現在は6人グループとして活動中。

## 特徴
グループ名のFEARLESSとは“恐れを知らない”、“怖いもの知らず”という意味があり、『新感覚・憑依型 dance & vocal グループ』。ジャンルに捉われず独自の世界観をステージで表現しており、常に全力の鬼気迫るパフォーマンスは見る者を圧倒する。ステージでは「ファンと一体でLIVE を作り上げる」を信念にLIVE を展開。グループのイメージカラーは赤。

## 作品
デビューミニアルバム『Buzzin’People』(2017年10月5日)
収録曲
1. Buzzin’ People
2. DiSTURB
3. Make You Mine
4. RIDE ON NIGHTER
5. COME BACK

1st single『Believer』(2018年2月14日)
収録曲
- Believer
- Fall Inside
- Live In My Heart

2nd single『Supreme』(2018年8月2日)
収録曲
- Supreme
- Typical Lovers
- 約束の場所

配信限定曲『Sugar Drops』(2020年2月26日初披露/配信日未定)
- Sugar Drops

配信限定曲『Be my self』(2020年7月6日初披露/配信日未定)
- Be my self